# Strade Bianche 2024
La 18.ª edición de la clásica ciclista Strade Bianche fue una carrera en Italia que se celebró el 2 de marzo de 2024 sobre un recorrido de 215 kilómetros con inicio y final en la ciudad de Siena, Italia.
La carrera formó parte del UCI WorldTour 2024, calendario ciclístico de máximo nivel mundial, siendo la quinta carrera de dicho circuito. El vencedor fue el esloveno Tadej Pogačar del UAE Emirates, quien estuvo acompañado en el podio por el letón Toms Skujiņš del Lidl-Trek y el belga Maxim Van Gils del Lotto Dstny, segundo y tercer clasificado respectivamente.

## Recorrido
La carrera comenzó y terminó en la ciudad de Siena, realizada en su totalidad en el sur de la provincia de Siena, en la Toscana. La carrera es especialmente conocido por sus caminos de tierra blanca (strade bianche o sterrati).
En cuanto al recorrido de la edición de 2024, apenas hubo diferencias en los primeros kilómetros respecto a la prueba de 2023, pero la prueba se alargó en cuestión de kilometraje, pasando de 184 kilómetros en 2023 a 215 kilómetros en la edición de 2024. Al alargar la carrera también se añadieron más tramos de tierra, pasando de 11 a 15 sectores.
La carrera terminó como en años anteriores en la famosa Piazza del Campo de Siena, después de una estrecha ascensión adoquinada en la Via Santa Caterina, en el corazón de la ciudad medieval, con tramos de hasta el 16% de pendiente máxima.
Sectores de caminos de tierra:
| Número | Nombre                | Km    | Longitud (Km) | Desnivel máximo | Km sterrato acumulados | Categoría         |
| ------ | --------------------- | ----- | ------------- | --------------- | ---------------------- | ----------------- |
| 1      | Vidritta              | 14    | 2,1           | —               | 2,1                    | *                 |
| 2      | Bagnaia               | 21,3  | 5,8           | 15%             | 7,9                    | * · * · *         |
| 3      | Radi                  | 33,4  | 4,4           | 12%             | 12,3                   | * · *             |
| 4      | La Piana              | 44,1  | 5,5           | —               | 18,7                   | * · *             |
| 5      | Lucignano d'Asso      | 76,8  | 11,9          | —               | 30,6                   | * · * · *         |
| 6      | Pieve a Salti         | 89,7  | 8,0           | 11%             | 38,6                   | * · * · * · *     |
| 7      | San Martino in Grania | 112,7 | 9,5           | 12%             | 48,1                   | * · * · * · *     |
| 8      | Monte Sante Marie     | 131   | 11,5          | 18%             | 59,6                   | * · * · * · * · * |
| 9      | Monteaperti           | 161,3 | 0,8           | 13%             | 60,2                   | * · *             |
| 10     | Colle Pinzuto         | 165,7 | 2,4           | 15%             | 62,6                   | * · * · * · *     |
| 11     | Le Tolfe              | 171,9 | 1,1           | 18%             | 63,7                   | * · * · * · *     |
| 12     | Strada del Castagno   | 175,4 | 0,7           | —               | 64,4                   | * · * · *         |
| 13     | Montechiaro           | 189,2 | 3,3           | —               | 67,7                   | * · *             |
| 14     | Colle Pinzuto         | 185,9 | 2,4           | 15%             | 70,1                   | * · * · * · *     |
| 15     | Le Tolfe              | 202,2 | 1,1           | 18%             | 71,2                   | * · * · * · *     |

## Equipos participantes
Tomaron parte en la carrera 25 equipos: los 18 de categoría UCI WorldTeam y 7 de categoría UCI ProTeam. Formaron así un pelotón de 175 ciclistas de los que acabaron 105. Los equipos participantes fueron:
| WorldTeams (18)- Alpecin-Deceuninck - Arkéa-B&B Hotels - Astana Qazaqstan Team - Bahrain Victorious - Bora-Hansgrohe - Cofidis - Decathlon-AG2R La Mondiale - EF Education-EasyPost - Groupama-FDJ - Ineos Grenadiers - Intermarché-Wanty - Lidl-Trek - Movistar Team - Soudal Quick-Step - Team dsm-firmenich PostNL - Team Jayco AlUla - Team Visma \| Lease a Bike - UAE Team Emirates ProTeams (7)- Israel-Premier Tech - Lotto Dstny - Q36.5 Pro Cycling Team - Corratec-Vini Fantini - Polti Kometa - Tudor Pro Cycling Team - Uno-X Mobility |
| |

## Clasificación final
- La clasificación finalizó de la siguiente forma:[4]

### Clasificación general
| \| Clasificación general \| Clasificación general \| Clasificación general \| Clasificación general \| Clasificación general \| \| Ciclista \| Ciclista \| Equipo \| Tiempo \| \| \| --------------------- \| --------------------- \| -------------------------- \| --------------------- \| --------------------- \| \| 1.º \| Tadej Pogačar \| UAE Team Emirates \| 5 h 19 min 45 s \| \| \| 2.º \| Toms Skujiņš \| Lidl-Trek \| + 2 min 44 s \| \| \| 3.º \| Maxim Van Gils \| Lotto Dstny \| + 2 min 47 s \| \| \| 4.º \| Thomas Pidcock \| Ineos Grenadiers \| + 3 min 50 s \| \| \| 5.º \| Matej Mohorič \| Bahrain Victorious \| + 4 min 26 s \| \| \| 6.º \| Benoît Cosnefroy \| Decathlon-AG2R La Mondiale \| + 4 min 39 s \| \| \| 7.º \| Davide Formolo \| Movistar Team \| + 4 min 41 s \| \| \| 8.º \| Lenny Martinez \| Groupama-FDJ \| + 4 min 48 s \| \| \| 9.º \| Filippo Zana \| Team Jayco AlUla \| + 4 min 49 s \| \| \| 10.º \| Christophe Laporte \| Team Visma \\| Lease a Bike \| + 5 min 17 s \| \| |                    |                            |                 |
| |                    |                            |                 |
| Fuente: ProCyclingStats |                    |                            |                 |
| Clasificación general |                    |                            |                 |
| Ciclista | Ciclista           | Equipo                     | Tiempo          |
| 1.º | Tadej Pogačar      | UAE Team Emirates          | 5 h 19 min 45 s |
| 2.º | Toms Skujiņš       | Lidl-Trek                  | + 2 min 44 s    |
| 3.º | Maxim Van Gils     | Lotto Dstny                | + 2 min 47 s    |
| 4.º | Thomas Pidcock     | Ineos Grenadiers           | + 3 min 50 s    |
| 5.º | Matej Mohorič      | Bahrain Victorious         | + 4 min 26 s    |
| 6.º | Benoît Cosnefroy   | Decathlon-AG2R La Mondiale | + 4 min 39 s    |
| 7.º | Davide Formolo     | Movistar Team              | + 4 min 41 s    |
| 8.º | Lenny Martinez     | Groupama-FDJ               | + 4 min 48 s    |
| 9.º | Filippo Zana       | Team Jayco AlUla           | + 4 min 49 s    |
| 10.º | Christophe Laporte | Team Visma \| Lease a Bike | + 5 min 17 s    |

## Ciclistas participantes y posiciones finales
Convenciones:
- AB: Abandono
- FLT: Retiro por llegada fuera del límite de tiempo
- NTS: No tomó la salida
- DES: Descalificado o expulsado

## UCI World Ranking
La Strade Bianche otorgó puntos para el UCI World Ranking para corredores de los equipos en las categorías UCI WorldTeam, UCI ProTeam y Continental. Las siguientes tablas son el baremo de puntuación y los diez corredores que obtuvieron más puntos:
| Posición   | 1.º | 2.º | 3.º | 4.º | 5.º | 6.º | 7.º | 8.º | 9.º | 10.º | 11.º | 12.º | 13.º | 14.º | 15.º | 16.º-20.º | 21.º-30.º | 31.º-50.º | 51.º-55.º | 56.º-60.º |
| Puntuación | 400 | 320 | 260 | 220 | 180 | 140 | 120 | 100 | 80  | 68   | 56   | 48   | 40   | 32   | 28   | 24        | 16        | 8         | 4         | 2         |

| Clasificación |                    |                            |        |
| Ciclista      | Ciclista           | Equipo                     | Puntos |
| ------------- | ------------------ | -------------------------- | ------ |
| 1.º           | Tadej Pogačar      | UAE Emirates               | 400    |
| 2.º           | Toms Skujiņš       | Lidl-Trek                  | 320    |
| 3.º           | Maxim Van Gils     | Lotto Dstny                | 260    |
| 4.º           | Thomas Pidcock     | INEOS Grenadiers           | 220    |
| 5.º           | Matej Mohorič      | Bahrain Victorious         | 180    |
| 6.º           | Benoît Cosnefroy   | Decathlon AG2R La Mondiale | 140    |
| 7.º           | Davide Formolo     | Movistar                   | 120    |
| 8.º           | Lenny Martinez     | Groupama-FDJ               | 100    |
| 9.º           | Filippo Zana       | Jayco AlUla                | 80     |
| 10.º          | Christophe Laporte | Visma \| Lease a Bike      | 68     |